# 3034 Climenhaga
A 3034 Climenhaga (ideiglenes jelöléssel A917 SE) a Naprendszer kisbolygóövében található aszteroida. Max Wolf fedezte fel 1917. szeptember 24-én.